# ModSecurity
ModSecurity je opensourcový webový aplikační firewall (WAF) pro Apache HTTP servery. Umožňuje sledovat HTTP přenos, logování či vytvářet rychlé analýzy. Zajišťuje ochranu před mnoha útoky proti webovým aplikacím, umožňuje sledování provozu HTTP, logování a analýzy v reálném čase. Používá svůj „programovací jazyk“. ModSecurity vyvinul Trustwave's SpiderLabs.

## ModSecurity umožňuje nastavovat pravidla v pěti fázích
1. Request headers (REQUEST_HEADERS)
2. Request body (REQUEST_BODY)
3. Response headers (RESPONSE_HEADERS)
4. Response body (RESPONSE_BODY)
5. Logging (LOGGING)

## Projekty
- ModSecurity for Apache

Nativní implementace WAF, která pracuje jako modul Apache.
- ModSecurity Core Rule Set (CRS)

Sbírka pravidel určených pro detekci útoků. ModSecurity Core Rules je nyní projektem OWASP.
- ModSecurity Demos

ModSecurity Demo je snaha projektových týmů ModSecurity a PHPIDS s původní snahou usnadnit testování ModSecurity a PHPIDS.
- ModProfiler

Používá transakční logy pro analýzu provozu a vytváří aplikační modely.

## Související externí projekty
- GotRoot Rules for ModSecurity
- Modsec2sguil
- Ouadjet
- REMO
- ScallyWhack
- WeBekci